# Otomo Yoshihide
Otomo Yoshihide (Nasceu em Yokohama no Japão, em 1º de agosto de 1959) é um compositor e multi-instrumentista japonês. 
Consagrado pelas experimentações Noise e improvisação Eletroacústica - EAI.

## Biografia
Otomo Yoshihide (大友良英) nasceu em 1º de Agosto de 1959 em Yokohama, Japão. Passou a adolescência em Fukushima, cerca de 300 quilômetros a norte de Tóquio. Influenciado pelo seu pai, um engenheiro, Otomo começou a construir dispositivos eletrônicos, tais com um rádio e um oscilador eletrônico. Na escola secundária, o seu “hobby” era construir colagens sonoras usando bobinas abertas e gravadores; sua primeira experiência criando música. Logo após entrar no ensino médio ele formou uma banda de rock e jazz, tocando guitarra. Não durou muito, porém ele era fissurado por jazz, escutando artistas como Ornette Coleman, Erick Dolphy e Derek Bailey. O músico que mais o influenciou, naquele tempo, foi o sax alto Kaoru Abe (Otomo foi a dois concertos dele) e o guitarrista Masayuki Takayanagi. Para Otomo, esse foi o ponto de virada: decidiu se dedicar ao “free jazz” (Jazz livre, aberto a improvisações do músico).
Em 1979 Otomo mudou-se para Tokyo para prestar uma universidade. Enquanto continuava a tocar jazz e punk rock, no seu quarto ano de universidade ele entrou para o seminário de “etnomusicologia”, dirigido pelo professor Akira Ebato. Otomo se tornou cada vez  mais envolvido nos seus estudos, em particular, duas disciplinas: “música popular japonesa durante a Segunda Grande Guerra” e “A evolução dos instrumentos musicais chineses durante a Revolução Cultural. Em 1981, Otomo começa a improvisar no primeiro nightclub japonês em Tóquio, tocando guitarra e também utilizando sintetizadores Roland. Ele é considerado o pai e pioneiro da house music na Ásia.
Otomo se tornou muito ativo na performance ao vivo em 1987. “Junji Hirose”, 1990 (sax e instrumento original construído pelo próprio Otomo). Nesse período ele também tocou em uma banda chamada “No Problem”, com Lim Soowoong (junk), Jun Numata (baixo elétrico), Kenichi Saitoh (guitarra) e Hirose; e foi membro do grupo ORT, liderado pelo pianista Kyoko Kuroda. No início dos anos 90 Otomo colaborou com outros músicos, em uma ampla variedade de estilos. Organizou uma turnê no Japão com Hirose e o percussionista David Moss. Naquele ano ele, também, começou a sua banda noise, Ground-0 (mais tarde Ground Zero). Até que se dissolveu em março de 1998, a banda sempre foi o cerne de sua criatividade musical, ao mesmo tempo em que sofreu várias mudanças de estilo e adesão.
A primeira apresentação de Otomo fora do Japão aconteceu em 1991, em abril desse ano ele levou o “Ground-0” a Hong Kong para tocar com dois músicos locais no concerto “Best of Indias” e em dezembro ele tocou em Berlim com Koichi Makigami (vocais), Yuji Katsui (violino), Hiroshi Higo (baixista), David Moss (percussão) e Frank Schulte (turntables). Desde então, Otomo se apresenta freqüentemente no exterior.
Otomo criou e organizou diversas bandas e projetos, em paralelo com “Ground Zero”. Entre 1992 e 1994 ele tinha duas bandas: “The Double Unit Orchestra”, composta de dois grupos conduzidos simultaneamente e “Celluloid Machine Gun”, descrito por ele como: o estilo musical de um filme de Hong Kong. Otomo também formou “Mosquito Paper”, findada no final de 1994. O nome surgiu a partir das gírias para os tablóides de Xangai, preenchidos com boatos e falsas notícias. Em suas performances, Otomo, levanta a experimentação entre música-expressão, há diversas conexões com a cena musical e cinematográfica, principalmente a chinesa. Ambos os projetos, “Celluloid Machine Gun” e “Mosquito Paper” foram absorvidos pelo “Ground Zero”, quando a banda iniciou “Revolutionary Pekinese Opera”. Outro grande projeto de Otomo nessa altura foi “The Sampling Virus Project” (O Projeto de Amostragem dos Vírus)  - 1992 a 1998, no qual o processo de elaboração foi “submetido” entre os músicos. Desta forma, a amostragem resulta similar a um vírus de informática: invadindo, multiplicando e transformando-se em uma nova obra. Ele elaborou o projeto atreves de suas diversas atividades musicais – trabalho solo, colaborações com outros músicos, suas bandas... Um exemplo é “Ground Zero/Project: Consume.”
Desde a dissolução da “Ground Zero”, o som de Otomo mudou consideravelmente. A diferença pode ser percebida nos seus atuais grandes projetos: “I.S.O”, o seu trio com Yoshimitsu Ichiraku (bateria e eletrônicos) e Sachiko M (sampler) e “Filament”, seu duo com Sachiko M. O som que tende a simplicidade, o minimalismo e de textura instrumental, contrasta fortemente com a extrema força trituradora: caracteriza-se, assim, o estilo de Otomo. Em julho de 1999 ele começa um novo projeto de jazz com base nos seus próprios conceitos; um quarteto com Naruyoshi Kikuchi (sax), Kenta Tsugami (sax), Hiroaki Mizutani (baixo) e Yasuhiro Yoshigaki (bateria) – metades das composições apresentadas são dos grandes músicos de jazz, como Charles Mingus e o restante da autoria de Otomo. Em novembro de 1999 audição na “Music Unlimited” em Wels, Áustria.  
Além disso, Otomo  em atividade como co-fundador e membro ao lado de outros grupos e projetos, dentre eles: Tony Buck’s Peril (1992 –1995); Hoppy Kamiyama’s Optical *8 (1993-1994); Tenko’s Dragon Blue (1992...), Les Sculpteurs de vinyl with Sachiko M and French DJs (1996...) e o seu duo com Tenko, MicroCosmos (1998...).
Otomo tem demonstrado um excepcional talento como compositor de cinema e vídeos, com experimentações sonoras; em especial com o cinema oriental. Entre 1992 a 1995 foi diretor musical do teatro Rinkogun no Japão.
Por último, deve-se fazer menção aos escritos. Desde a década de 1980 apresenta as suas idéias sobre música: considerações de ordem sociocultural e escritos sobre a livre improvisação; em artigos para periódicos no Japão.
FILAMENT
Um laboratório para ilimitadas possibilidades de experimentação sonora, constituída por antigos membros do “Ground Zero”, Otomo Yoshihide e Sachiko M. A primeira apresentação acontece no “The LMC concert” em Londres no dia 5 de novembro de 1995, porém somente em 1997 se apresentam como um projeto principal. O primeiro trabalho se chamou “A-102”. 
Filament” é um experimento delicado e ambicioso, um encontro único entre dois grandes artistas.
I.S.O
Trio de improvisação eletro-acústica cujo conceito fundamental é completamente diferente dos projetos anteriores. Os membros do I.S.O são: Yoshimitsu Ichiraku (manipula os seus próprios instrumentos eletrônicos), Sachiki M e Yoshihide que fortalece os estudos no conceito de “sine-wave”. No final deste artigo há a discografia completa do grupo.
OTOMO YOSHIHIDE'S NEW JAZZ ORCHESTRA
Em 1999 nascia a oportunidade para a formação do grupo com quatro figuras proeminentes no contexto do jazz japonês – Naruyoshi Kikuchi, Kenta Tsugami, Hiroaki Mizutani e Yasuhiro Yoshigaki. Nesse projeto Otomo Yoshihide se aproxima de uma de suas raízes musicais. O projeto se tornou um aspecto essencial do seu trabalho, ele se dedica quase que exclusivamente a guitarra em ONJQ. Desde que Kikuchi abandonou o grupo em fevereiro de 2004 Otomo trouxe novos membros: Alfred Harth, Kumiko Takara e Kahimi Karie. Além disso, tem convidado artistas como Ko Ishikawa, Taisei Aoki, Masahiko Okura, Taku Unami. Em 2005 a “New Jazz Orchestra somava cerca de dez integrantes, no mesmo ano “Out to Lunch” explora o lado experimental do  free-jazz.
DISCOGRAFIA
Solo:
- Otomo, Yoshihide. Modulation with 2 Electric Guitars and 2 Amplifiers. doubtmusic, dms-119, 2007.
- Otomo, Yoshihide. Modulation with 2 Electric Guitars and 2 Amplifiers: Alternative Version. doubtmusic, dms-119G, 2008.
- Otomo, Yoshihide. Multiple Otomo. DVD + CD. Asphodel, ASP 3007, 2007.
- Otomo, Yoshihide. Guitar Solo: 12 October 2004 @ Shinjuku Pit Inn, Tokyo + 1. doubtmusic, dms-101, 2005.
- Otomo, Yoshihide. Turntable Solo. Alcohol, ALOY1CD, 2004.
- Otomo, Yoshihide. Digital Tranquilizer Ver. 1.01. 3" CD. F.M.N. Sound Factory, FSC-029, 2004.
- Otomo, Yoshihide. Turntables Solo Live, 28 Feb 2002 in Tokyo. CD-R. 2002.
- Otomo, Yoshihide. Re/cycling Rectangle. 7" single. Rectangle, Rec-RRYO, 2000.
- Otomo, Yoshihide. Digital Tranquilizer Ver. 1.0. 3" CD. F.M.N. Sound Factory, FSC-015, 1999.

Marclay, Christian / Otomo, Yoshihide. Split 7". Gentle Giant, GG024, 1999. 
- Otomo, Yoshihide. Guitar Solo Live 1. 50 Limited CD-R Edition Series 1. Amoebic, AMO-CDR-1, 1999.
- Otomo, Yoshihide. Sound Factory (1997). Gentle Giant, GG021CD (CD) / GG021LP (LP), 1997.
- Otomo, Yoshihide. Melted Memory. DAT. Valve / Amoebic, AMO-VDAT-01, 1997.
- Otomo, Yoshihide. Vinyl Tranquilizer. Sonic Factory, NAIM01CD, 1997.
- Otomo, Yoshihide. Solo Live in Kyoto 93. Audiocassette. F.M.N. Sound Factory, FSF-005, 1995.
- Otomo, Yoshihide. The Night before the Death of the Sampling Virus. Extreme, XCD 024, 1993.
- Otomo, Yoshihide. Memory Disorder. Videocassette. Trigram, TR-P 901, 1993.
- Otomo, Yoshihide. Turntables Solo. Videocassette. BUM Film, BUM-01, 1992.
- Otomo, Yoshihide. Terminal-Zero. Audiocassette. Lost Space 001, 1991.
- Otomo, Yoshihide. Ground-0, No. 0. Audiocassette. Lost Space 000, 1991.
- Otomo, Yoshihide. Live at Aketa-no-mise in Tokyo, July 28, 1989. Audiocassette. TANGA-TANGA, Cassette-2, 1989.
- Otomo, Yoshihide. Otomo Yoshihide. Audiocassette. PO-c1, 1987.

Líder
- Otomo Yoshihide Invisible Songs. Sora. EWE, EWCD 0135, 2007.
- Otomo, Yoshihide. Prisoner—A Film by Adachi Masao: Original Soundtrack. oto-mo/Headz, oto-mo 1/HEADZ 88, 2007.
- Otomo, Yoshihide. We Insist? Noise Asia, NASF 01 CD, 2003.
- Otomo, Yoshihide, and Masahiko Shimada. Miira ni Naru made: German Version. Charhizma, charhizma 017, 2002.
- Otomo, Yoshihide. Ensemble Cathode. Improvised Music from Japan, IMJ-502, 2002.
- Otomo, Yoshihide. Anode. Tzadik, TZ 7073, 2001.
- Otomo, Yoshihide. Music for DanceArt Hong Kong's "Memory Disorder". Sonic Factory, NAIM07, 2000.
- Otomo, Yoshihide. Cathode. Tzadik, TZ 7051, 1999.
- Otomo, Yoshihide. Otomo Yoshihide Plays the Music of Takeo Yamashita. P-Vine, PCD-5804, 1999.
- Otomo, Yoshihide. Lupin the Third: Ending Theme. 12" single. P-Vine, PLP-6852, 1999.
- Otomo, Yoshihide. Memory Defacement. 2-LP set. Japan Overseas & FMN Sound Factory, JO97-33/35/ F.M.N. Sound Factory, FMAE 02/03, 1998.

Les sculpteurs de vinyl. Memory & Money. Stupeur & Trompette!, ST 1012, 1997. 
- Otomo, Yoshihide. Otomo + Mao. 7" single. FMN Sound Factory, FMAE001, 1995.
- Otomo, Yoshihide. Early Works 1: 81-85. Audiocassette. Maboroshi no Sekai, P-0010, 1994.
- Otomo, Yoshihide. We Insist? Sound Factory, SFCD-003, 1992.
- Otomo, Yoshihide. Who is OTOMO Yoshihide? Audiocassette. 1991.
- Otomo, Yoshihide. Problem. Audiocassette. Omba, OMBA 002, 1988.

Duo
- Oki, Itaru, and Otomo Yoshihide. Encounter. Fudebushow, FBPCD-004, 2007.
- Tétreault, Martin, and Otomo Yoshihide. 1. Grrr 2. Tok 3. Ahhh + 4. Hmmm. 4-CD set. Ambiances Magnétiques, AM 902, 2005.
- Tétreault, Martin, and Otomo Yoshihide. 4. Hmmm. Ambiances Magnétiques, 2005.
- Tétreault, Martin, and Otomo Yoshihide. 3. Ahhh. Ambiances Magnétiques, AM 133, 2005.
- Tétreault, Martin, and Otomo Yoshihide. 2. Tok. Ambiances Magnétiques, AM 132, 2005.
- Tétreault, Martin, and Otomo Yoshihide. 1. Grrr. Ambiances Magnétiques, AM 131, 2004.
- Otomo, Yoshihide, and Nobukazu Takemura. Turntables and Computers. Headz, DAT-2 / HEADZ 14, 2003.
- Müller, Günter, and Otomo Yoshihide. Time Travel. Erstwhile, erstwhile 029, 2003.
- Tétreault, Martin, and Otomo Yoshihide. Studio—Analogique—Numérique . 3-miniCD set. Ambiances Magnétiques, AM 111 3CD, 2003.
- LENGOW & HEyeRMEarS, Otomo Yoshihide, and Sachiko M. Warholes or All Andy Would Enjoy (And Fear) / Warhol Memory Disorder. HEyeRMEarS / Discorbie, HDCD 002, 2003.
- Marclay, Christian, and Otomo Yoshihide. Moving Parts. Asphodel, asphodel 2001, 2000.
- Millions, Kenny, and Otomo Yoshihide. Without Kuryokhin. Long Arms, CDLA 99021, 1999.
- Tétreault, Martin, and Otomo Yoshihide. 21 Situations. Ambiances Magnétiques, AM 069 CD, 1999.
- MicroCosmos. Pilgrimage. TZ 7222, Tzadik, 1999.
- Otomo Yoshihide, and Steve Beresford. Museum of Towing & RECOVERY. 10" vinyl. Hot Air, EP 4 YOBS, 1998.
- Otomo Yoshihide, and Eye Yamatsuka. 7" single. Resonance, RES 4.2, 1996.
- Otani, Yasuhiro, and Otomo Yoshihide. Duo Improvisation. Audiocassette. 1996.
- DJ Car House (Otomo Yoshihide) and MC Hell Shit (Eye Yamatsuka). Live!! Japan Overseas, JO96-24, 1996.
- DJ Car House (Otomo Yoshihide) and MC Hell Shit (Eye Yamatsuka). Live! 3" CD. Blast First, BFFP126CD, 1995.
- Hirose, Junji, and Otomo Yoshihide. Duo. Audiocassette, 1989.
- Hirose, Junji, and Otomo Yoshihide. Silanganan Ingay. LP. TANGA-TANGA, R-001, 1989.

New Jazz Ensemble
- Otomo Yoshihide's New Jazz Orchestra. Live Vol. 2: Parallel Circuit 2-CD set. doubtmusic, dmf-117/118, 2007.
- Otomo Yoshihide's New Jazz Orchestra. Live Vol. 1: Series Circuit 2-CD set. doubtmusic, dmf-115/116, 2007.
- Otomo Yoshihide's New Jazz Quintet. ONJQ Live in Lisbon. Clean Feed, CF063CD, 2006.
- Otomo Yoshihide's New Jazz Orchestra. Out to Lunch. doubtmusic, dmf-108, 2005.
- Otomo Yoshihide's New Jazz Orchestra. Otomo Yoshihide's New Jazz Orchestra. doubtmusic, dmf-102, 2005.
- Otomo Yoshihide's New Jazz Quintet. Tails Out. DIW, DIW-946, 2003.
- Otomo Yoshihide's New Jazz Quintet, and Tatsuya Oe. ONJQ + OE: Short Density. LP. Vinylsoyuz, ASTP-5013, 2003.
- Otomo Yoshihide's New Jazz Quintet, and Tatsuya Oe. ONJQ + OE. P-Vine, PCD-5850, 2003.
- Otomo Yoshihide's New Jazz Quintet. Pulser. LP. Vinylsoyuz, ASTP-5011, 2002.
- Otomo Yoshihide's New Jazz Quintet. Live. DIW, DIW-942, 2002.
- Otomo Yoshihide's New Jazz Ensemble. Dreams. Tzadik, TZ 7238, 2002.
- Otomo Yoshihide's New Jazz Quintet. Flutter. Tzadik, TZ 7232, 2001.

com "Filament"
- Ikunishi, Yasunori, Yasunori Kakegawa, Tetsuya Nagato, and Filament. Dark Room Filled with Light. DVD. Uplink, ULD-322, 2006.
- Filament. Filament BOX. F.M.N. Sound Factory, FMC-030-034, 2004.
- Filament. 29092000. Sat / Amoebic, AMO-SAT-03, 2001.
- Filament, and Günter Müller. Filament 2: Secret Recordings. For 4 Ears, CD 1031, 1999.
- Otomo, Yoshihide, and Sachiko M. Filament 1. Extreme, XCD 045, 1998.

com I.S.O
- I.S.O. I.S.O. Sound Tectonics/YCAM, 2003.
- I.S.O. I.S.O. Alcohol, ALISOCD, 1999.
- I.S.O. Live. Zero Gravity, ZGV-023, 1998.
- I.S.O. Gravity Clock. Amoebic, AMOISO-01, 1998.

com Ground-Zero
- Ground-Zero. Live 1992 +. doubtmusic, dmh-114, 2007.
- Ground-Zero. Last Concert. Valve / Amoebic, AMO-VA-02, 1999 (Japan); Alcohol, ALGZ1CD, 1999 (UK).
- Ground-Zero. Consummation. Sank-ohso / Creativeman, CMDD-00048, April 1, 1998.
- Cassiber. Live in Tokyo. Off Note, ON-25, 1997.
- Ground-Zero. Conflagration. Sank-ohso / Creativeman, CMDD-00047. 1997.
- Ground-Zero. Consume Red. Sank-ohso / Creativeman, CMDD-00046, 1997 (Japan); ReR, ReR GZ2, 1997 (UK).
- Ground-Zero. Plays Standards. Nani / Disk Union, NCD-201, 1997.
- Bästard / Ground-Zero. Pinball Tenacity / Live Mao '99. Split 7" single. PANEMONIUM Rdz, PAN010, 1996.
- Ground-Zero. Revolutionary Pekinese Opera, Version 1.50. 7" single. Gentle Giant, GG701, 1996.
- Ground-Zero. Revolutionary Pekinese Opera, Version 1.28. ReR, GZ1, 1996 (UK); Locus Solus, LSI 1007 (Japan).
- Ground-Zero. Revolutionary Pekinese Opera, Tokyo 1995: Unofficial Live Video. Videocassette. Ganseki Products, G-96041V, 1995.
- Ground-Zero. Revolutionary Pekinese Opera. Trigram (Japan), TR-P 909, 1995.
- Ground-Zero. Null & Void. Tzadik, TZ 7204, 1995.
- Ground-Zero. Ground-Zero. God Mountain, GMCD-002, 1993.

Soundtrack's
- Otomo Yoshihide. Heart, Beating in the Dark: Original Soundtrack. Office Shirous. 2006.
- Rampo Jigoku: Original Sound Track. Dopic Records, QDCA-1, 2005.
- Canary: Music from the Motion Picture. Dir. Akihiko Shiota. Beyondo, SFS-012, 2005.
- Iden & Tity. Dir. Tomorowo Taguchi. UK Project, UKCD-1109, 2003.
- Otomo, Yoshihide. Blue. Dir. Hiroshi Ando. Weather, WEATHER 015; Headz, HEADZ 4, 2003.
- Otomo, Yoshihide. Kazahana. Dir. Shinji Somai. Enhanced CD. Cinema Monsoon, MOSCD-017, 2001.
- Otomo, Yoshihide. Shabondama Elegy. Dir. Ian Kerkhof. Station Kids, SKCA-1002, 1999.
- Otomo, Yoshihide. dead BEAT. Dir. Hiroshi Ando. 3" CD. GAGA communicatons, R-9970075 1999.
- Otomo, Yoshihide, and Kazuhisa Uchihashi. Kichen. Dir. Yim Ho. Toshiba EMI, 1997.
- Otomo, Yoshihide. Pierce. Videocassette. Dir. Hiroshi Ando. KSSME, KSVO33165, 1996.
- Otomo, Yoshihide. In the Couch. Videocassette. Dir. Ayako Mogi. TYO Productions, 1996.
- Otomo, Yoshihide. Hu-du-men. Dir. Shu Kei. a Kim Workshop / Sound Factory, STK-005, 1996.
- Otomo, Yoshihide. Summer Snow. Dir. Ann Hui. Sound Fctory, STK-003 / King International, KKCP-79, 1995.
- Otomo, Yoshihide. The Day the Sun Turned Cold. Dir. Yim Ho. BMG Victor, BVCP799, 1995.
- Otomo, Yoshihide, and Tatsuki Masuko. Zerohour. Videocassette. Dir. Hideaki Sasaki. B-Low Films, B-S9007, 1994.
- Otomo, Yoshihide. The Blue Kite. Dir. Tian Zhuangzhuang. Trigram, S&T-001, 1994.
- Otomo, Yoshihide. KICKS. Videocassette. Dir. Hideaki Sasaki. B-Low Films, BS9005, 1991.
- Kato, Hideki, and Otomo Yoshihide. EXIT B9. Videocassette. Dir. Hideaki Sasaki. B-Low Films, BS9002, 1990.

com Hoppy Kamiyama
- Hoppy Kamiyama. Juice and Tremolo: The Works of Chamber Music. Sonore, SON-02, 1998.
- Optical*8. All Over. God Mountain, GMCD-022/023, 1995.
- Optical-8, Melt Banana, Elliot Sharp, and Zeena Parkins. Chipfarm. God Mountain, GMCD-016, 1995.
- Optical*8. Gender. God Mountain, GMCD-014, 1995.
- Optical*8. Bug. God Mountain, GMCD-011, 1994.
- Hoppy Kamiyama. hypnotique. God Ocean, GOCD-001, 1994.
- Hoppy Kamiyama. Ongaku-o 2: Welcome to Forbidden Paradise. Toshiba EMI, TOCT-6487, 1992.